# Amon Düül II
Amon Düül II (a veces escrito Amon Düül 2) es un grupo de rock alemán, considerado uno de los fundadores del movimiento musical denominado Krautrock.

## Historia
La banda surgió de la escena comunal hippie de Alemania Occidental de finales de los años 1960, en particular del colectivo Amon Düül, agrupación en la que se encontraban futuros fundadores del grupo Baader-Meinhof, si bien los demás miembros de Amon Düül no estaban de acuerdo con su postura violenta.
Los miembros fundadores de Amon Düül II fueron Chris Karrer, Peter Leopold, Falk Rogner, John Weinzierl y Renate Knaup. 
Su primer álbum, Phallus Dei (lat: «Falo de Dios»), publicado en 1969, se considera un hito en la historia del rock alemán.[cita requerida] Recibieron ofertas para escribir música para películas y ganaron el premio Deutscher Filmpreis, por su contribución a la película San Domingo. Su segundo álbum, el doble LP Yeti, fue el disco que les introdujo en el mercado discográfico del Reino Unido.[cita requerida] En 1975 pasaron a publicar sus discos en Atlantic Records. En 1981 se disolvieron, con la edición del LP Vortex.
No obstante entre 1994 y 1995 graban el álbum Nada Moonshine, con Chris Karrer y Renate Knaup, CD que aparece en Alemania ese mismo año.
En 2010 dan a conocer un nuevo trabajo, Bee as Such, disponible únicamente como descarga digital a través del sitio oficial del grupo, y reeditado en CD en 2014 como Düülirium.

## Miembros
- Chris Karrer – violín, guitarra, saxo, voz (1969-1981)
- John Weinzierl – guitarra, bajo, voz (1969-1977)
- Falk Rogner – órgano, sintetizador (1969-1971, 1972-1975, 1981)
- Renate Knaup – voz, pandereta (1969-1970, 1972-1975, 1981)
- Dieter Serfas – batería (1969)
- Peter Leopold – batería, percusión (1969-1972, 1973-1979, falleció en 2006)
- Christian "Schrat" Thierfeld – bongo, voz, violín (1969-1970)
- Dave Anderson – bajo (1969-1970)
- Lothar Meid – bajo, voz (1971-1973, 1974, falleció en 2015)
- Karl-Heinz Hausmann – teclados, órgano (1971-1972)
- Danny Fichelscher – batería, percusión, guitarra (1972, 1981)
- Robby Heibl – bajo, guitarra, violín, voz (1973, 1975)
- Nando Tischer – guitarra, voz (1975)
- Klaus Ebert – guitarra, bajo, voz (1976-1979)
- Stefan Zauner – sintetizador, teclados, voz (1976-1979)
- Jörg Evers – bajo, guitarra, sintetizador (1981)

## Discografía
En estudio
- Phallus Dei (1969)
- Yeti (doble LP, 1970)
- Tanz der Lemminge (doble LP, 1971)
- Carnival in Babylon (1972)
- Wolf City (1972)
- Utopia (originalmente publicado bajo el nombre de la banda Utopia) (1973)
- Vive la Trance (1973)
- Hijack (1974)
- Made in Germany (doble LP, 1975)
- Pyragony X (1976)
- Almost Alive... (1977)
- Only Human (1979)
- Vortex (1981)
- Nada Moonshine (1995)
- Bee as Such (sólo en formato digital, 2009)

En vivo
- Live in London (1973)
- Live in Concert (grabación de 1973 para la BBC) (1992)
- Live in Tokio (1996)
- Life in Finland (2009)